# Krešimir Pavičić
Krešimir Pavičić (Zagreb, 7. rujna 1965. — Gornja Barica, 12. rujna 1992.), hrvatski hokejaš, državni reprezentativac, časnik HOS-a

## Životopis
Rodio se je u Zagrebu. Završio je srednju građevinsku. Trenirao je hokej na ledu kao član Medveščaka. Upisao je Kineziološki fakultet u svom gradu. U hokeju je daleko dogurao. Igrao je u prvoj postavi sjajne generaciji Medveda sa Zajcom, Trumbetašom, Ljubićem i inima predvođenoj trenerom Vladom Kučerom. Nosio je nadimak Pavo. Zaigrao je za juniorsku reprezentaciju Jugoslavije, što je u konkurenciji izvrsnih slovenskih hokejaša već bio uspjeh. Uspio je zaigrati i za seniorsku reprezentaciju Jugoslavije, što je bio još veći uspjeh. Bilo je to onda dok je izbornikom bio Anatolij Kostrjukov. Kao igrač, bio je beskompromisan, nije zazirao od invididualnih dvoboja s igračima jačima od sebe, ponekad bio pomalo neozbiljan, ali vrlo aktivan igrač, hladan strijelac, vrsna osjećaja za pogodak i imao je ulogu jokera u momčadi. Padom komunizma i demokratizacijom hrvatskog društva, Pavičić se je pridružio Hrvatskoj stranci prava. U stranci je došao do mjesta odbornika u Središnjem odboru. Ljeta 1991. pristupio je HOS-u. Bojevao je na raznim ratištima. U međuvremenu je dobio ponudu iz Austrije. Trebao je otići potpisati ugovor težak 50 tisuća dolara, no, kako je posvjedočio general HOS-a Ante Prkačin, rekao je "Prkačin moja životna želja je s vama ratovati, idemo u Posavinu, ima vremena za ugovor." Poginuo je u bitci za Bosansku Posavinu 12. rujna 1991. godine kod sela Gornje Barice u pokušaju da zauzmu visoravan Kostreš, između Bosanskog Broda i Dervente. Upali su u zasjedu kad su pokušali zauzeti neprijateljsku pragu (protuzračni top). Poginuo je u kiši metaka, ali je i mrtav spasio živote suborcima: budući da je nosio pancirku, metci nisu prolazili kroz njega što je spasilo suborce. 18 ga je se godina vodilo kao nestalu osobu. Posmrtni ostatci su mu identificirani tek 2010. godine te pokopani na groblju u Stenjevcu.